# Langerak (Gelderland)
Langerak is een gehucht in de gemeente Doetinchem in de Nederlandse provincie Gelderland. Langerak is gelegen even ten westen van de stad Doetinchem, aan de N317, de doorgaande weg naar Doesburg. 
Langerak is ontstaan uit een paar boerderijen. Later zijn er huizen bijgebouwd, mede doordat ijzergieterij De Keijzer, Snoeck & Boon, het latere Vulcanus, er in 1894 werd gevestigd.
Het gehucht bestaat uit een hoofdstraat en een zijstraat. Het dorpsbeeld wordt bepaald door de ijzerfabriek, thans Nannoka Vulcanus geheten. Er wonen een paar honderd mensen. Bij de ijzerfabriek ligt een bushalte voor buslijn 82 (Doetinchem-Zutphen)
Er zijn of waren veel verenigingen in Langerak actief, waaronder de kermis met vogelschieten die altijd werd gehouden in augustus.